# Bois (België)
Bois is een dorpje in de Belgische provincie Luik. Samen met Borsu vormt het Bois-et-Borsu, een deelgemeente van Clavier. Bois ligt anderhalve kilometer ten noordoosten van Borsu.

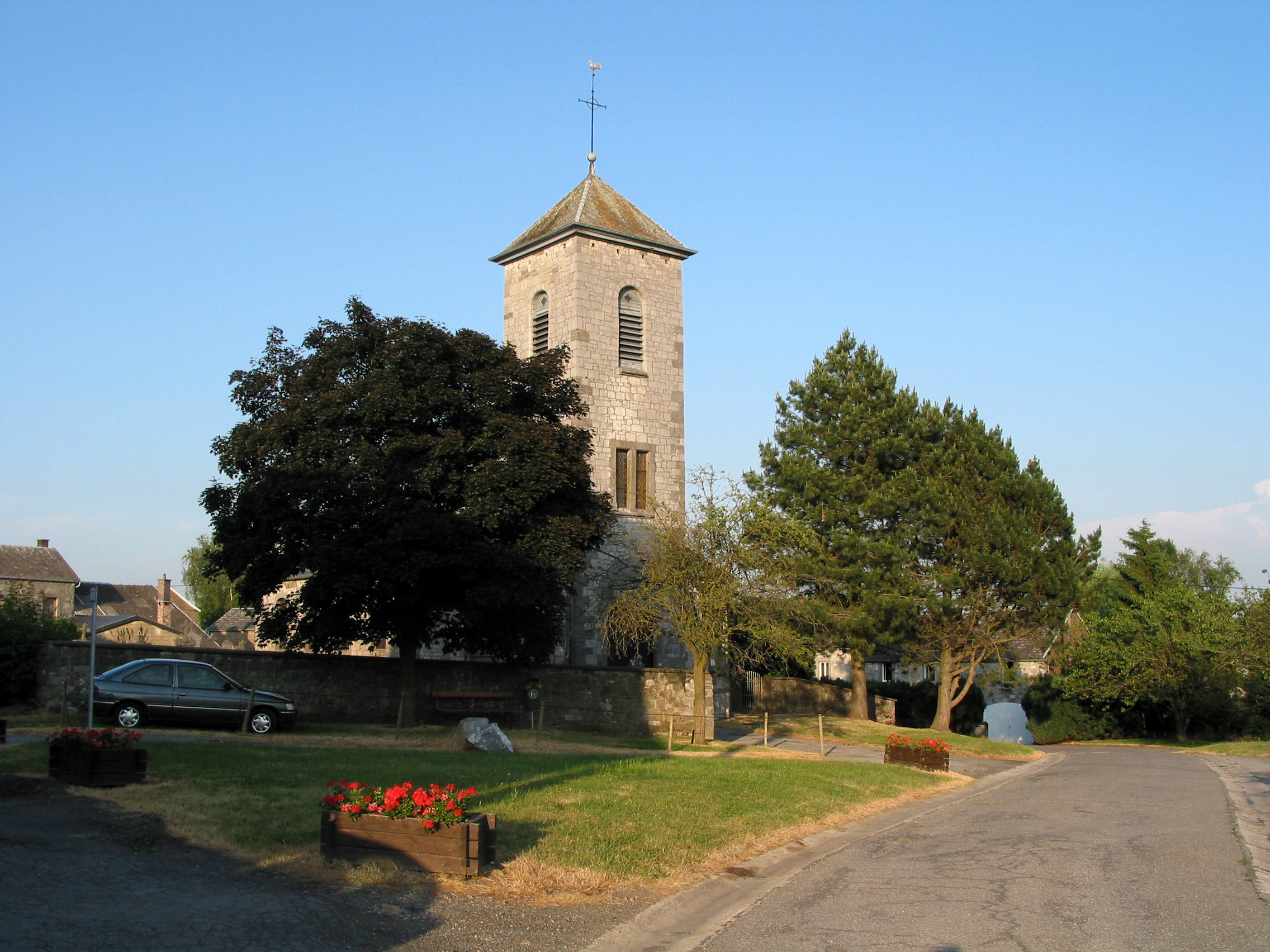
Centrum met de Église Saint-Lambert

## Geschiedenis
In 1808 werd Bois samengevoegd met Borsu tot de gemeente Bois-et-Borsu. De gemeente werd in 1977 een deelgemeente van Clavier.

## Bezienswaardigheden

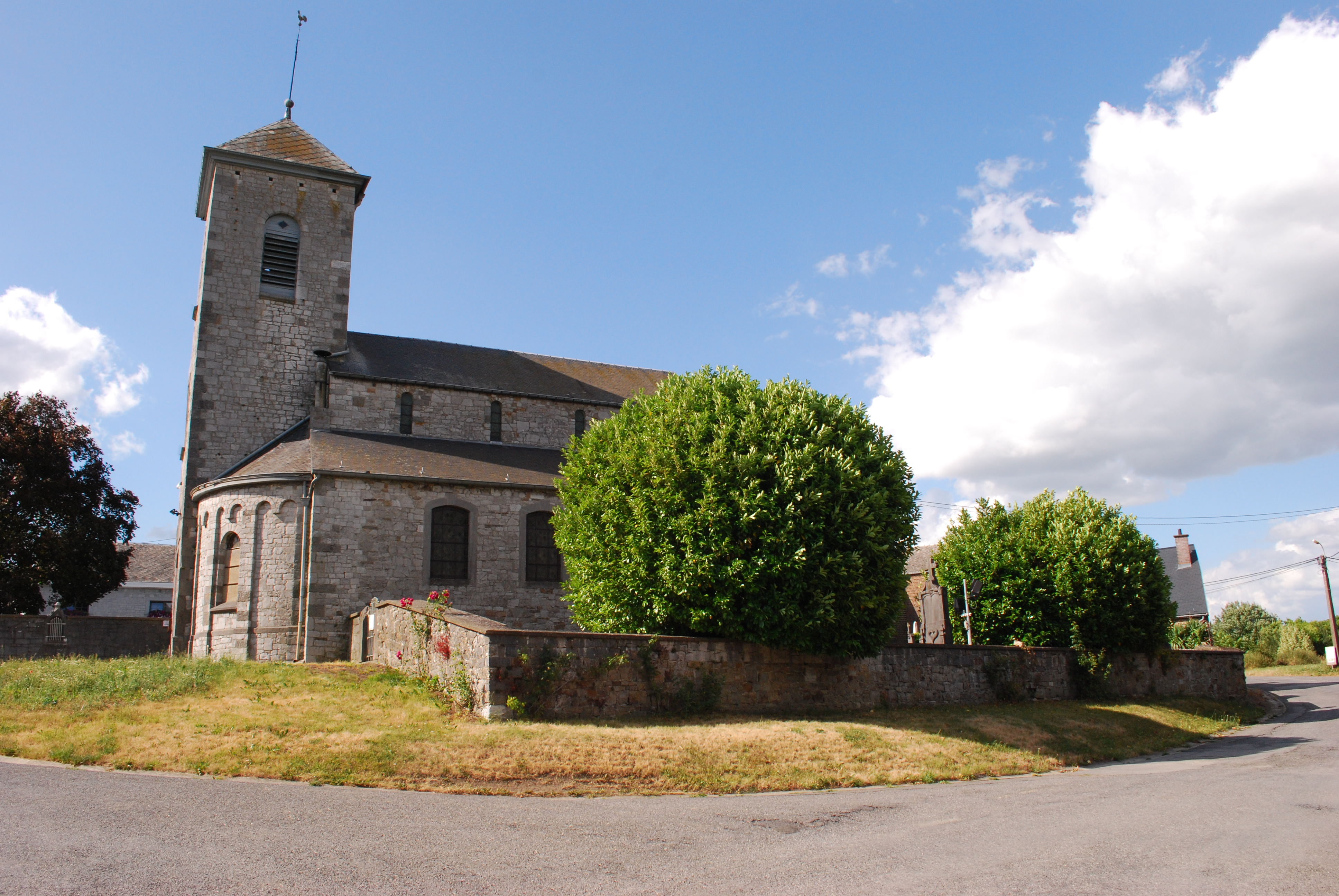
Église Saint-Lambert

- de Église Saint-Lambert

## Verkeer en vervoer
Ten oosten van Bois loopt in noord-zuidrichting de N63/E46.
Deelgemeenten: Bois-et-Borsu · Clavier · Les Avins · Ocquier · Pailhe · Terwagne

Overige dorpen en gehuchten: Amas · Atrin · Bois · Borsu · Clavier-Station · Ochain · Odet · Pair · Petit Avin · Saint-Fontaine · Vervoz 

Belgische gemeenten · arrondissement Hoei · provincie Luik · Wallonië